# George Elwood Smith
George Elwood Smith (White Plains, 10 maggio 1930 – Barnegat, 28 maggio 2025) è stato un fisico statunitense.

## Biografia
Fu a capo dei laboratori Bell Laboratories di Murray Hill (New Jersey). Nel 1969 inventò il Charge Coupled Device, insieme a Willard S. Boyle, per il quale gli fu conferito il Premio Nobel per la fisica nel 2009.